# Hartmut Follmann
Hartmut Follmann (* 10. Mai 1936 in Kassel; † 22. Januar 2013 in Marburg) war ein deutscher Biochemiker. Von 1972 bis 1988 war er Hochschullehrer (H3→C3) an der Philipps-Universität Marburg und von 1988 bis 2002 Professor für Biochemie (C4) an der Universität Kassel.

## Leben
Hartmut Follmann begann sein Chemiestudium 1956 an der Philipps-Universität in Marburg und schloss es 1962 als Diplom-Chemiker ab. Von 1963 bis 1964 experimentierte er für seine Dissertation bei Professor Karl Dimroth über ein organisch chemisches Thema. Von 1965 bis 1967 wirkte er als DFG-Stipendiat unter der Leitung von Herbert Witzel im Institut für Organische Chemie an der Philipps-Universität Marburg am Aufbau eines Biochemie-Praktikums mit. Seine Post-Doktoranden-Zeit verbrachte er von 1967 bis 1970 als Research Associate am Department of Biochemistry an der Iowa State University in Iowa City, USA.
Ab 1970 arbeitete Follmann als Wissenschaftlicher Assistent wieder bei Professor Witzel am Institut für Organische Chemie der Philipps-Universität in Marburg, habilitierte sich daselbst 1972 im Fach Biochemie, wurde zum Dozenten und kurz darauf zum H3 Professor ernannt. Bis 1988 forschte er am neu gegründeten Institut für Biochemie auf den Lahnbergen, wohin große Teile der Philipps-Universität und so auch der Fachbereich Chemie umgezogen war.
Von 1985 bis 1986 war Follmann Dekan des Fachbereichs Chemie.
Die Berufung auf eine C4-Professur an die Universität Kassel für das neue Fachgebiet Biochemie erfolgte im Jahr 1988. Mit dem Aufbau der Biochemie in Kassel sorgte Follmann dafür, dass die Kasseler Biologie ein komplettes Profil innerhalb der modernen Naturwissenschaften erhielt. Er wurde 2001 emeritiert.
In dieser Zeit wurde Follmann zu Gastprofessuren an den Universitäten von Kalifornien in Berkeley und Minnesota in Minneapolis, USA eingeladen.

## Forschung
Forschungsthemen von Hartmut Follmann waren insbesondere die DNA-Methylierung als Reaktion in der Epigenetik; der Mechanismus der Ribonukleotidreduktasen und seine Bedeutung in der Chemischen Evolution; die Funktion von Thioredoxin sowie der Einfluss von Schadstoffen auf Pflanzen.

## Verbandstätigkeit
Als Wissenschaftler und Hochschullehrer war es Follmann immer ein Anliegen, die Biochemie und die Universität Kassel in der Öffentlichkeit zu vertreten, so über seine jahrelange Arbeit in den Vorständen der Nordhessischen Gesellschaft für Naturkunde und Naturwissenschaften (NGGN) und der Gesellschaft für Biochemie und Molekularbiologie (GBM). Besonders engagierte er sich im Darwin-Jahr 2009 für die Verbreitung und Darstellung der Darwinschen Gedanken und deren Aktualität.
Zur 12. und 13. Kasseler documenta, der weltweit größten Kunstausstellung, äußerte er sich freundlich-ironisch in Beiträgen, die der Kunstinteressierte zusammen mit seiner Frau Ursula Follmann für BioSpektrum, die Zeitschrift der GBM verfasst hatte.

## Werke und Publikationen (Auswahl)
- H. Follmann, Chemie und Biochemie der Evolution. Wie und wo entstand das Leben, UTB für die Wissenschaft, Stuttgart 1981
- H. Follmann und Walter Grahn, Chemie für Biologen Teubner Studienbücher Chemie, Stuttgart 1997 (1. Aufl.), 1999 (2. Aufl.)
- H. Follmann, Biochemie – Grundlagen und Experimente, Teubner Studienbücher Chemie, Stuttgart 2001
- H. Follmann und Carol Brownson (2009), Darwin's warm little pond - revisited: from molecules to the origin of life, Naturwissenschaften 96:1265-1292
- H. Follmann (2009), Charles Darwin. War Darwin Chemiker?, BIOSpektrum 5:577-578
- H. Follmann (2004), Deoxyribonucleotides: the unusual biochemistry and chemistry of DNA precursors, Chemical Society  Reviews 33:225–233
- H. Follmann (1986) Have deoxyribonucleotides and DNA been among the earliest biomolecules?, Advances in Space Research 6:33–38